# Шрагин, Борис Иосифович
Бори́с Ио́сифович Шра́гин (18 августа 1926, Вязьма, Союз Советских Социалистических Республик — 15 августа 1990, Нью-Йорк, США) — российский философ

 и публицист, правозащитник. Кандидат философских наук.

## Биография
Сын детского врача.
Окончил философский факультет МГУ (1949), преподавал в школах Фрунзе и Свердловска.
Работал в Институте теории и истории изобразительных искусств в Москве (1959—1968), в Институте художественной промышленности (1968—1974).
Опубликовал более 40 научных работ.
С начала 1960-х годов — активный участник правозащитного движения, его статьи распространялись в самиздате. Выступал в поддержку Ю. Даниэля, Г. Суперфина, А. Д. Сахарова, А. И. Солженицына. Как вспоминал в своих мемуарах Юрий Глазов: «Шрагин — сторонник эволюции общества, он — за медленные продуманные шаги».
В 1968 году был исключен из КПСС (вступил в 1956 году) и уволен с работы без права работать в научных учреждениях. В 1974 году вместе с женой Натальей Садомской эмигрировал в США. Сотрудничал с Радио Свобода, преподавал в Амхерст-колледже, Бостон-колледже, Гарвардском и Колумбийском университетах. C 1969 года публиковался за рубежами СССР на русском и английском языках, иногда под псевдонимами (Лев Зенцов, Яр Ясный, Б. Сугробов и др.), выступал с критикой националистических тенденций в СССР и в кругах эмиграции.
Скончался от рака лёгких. Некролог Шрагину написал приятельствовавший с ним Сергей Довлатов: эта статья стала последним произведением Довлатова, умершего через 9 дней после Шрагина, и была опубликована рядом с его собственным некрологом.

### На русском языке
- О декоративно-прикладном искусстве. — Москва: Знание, 1963 (в соавторстве с В. А. Громовой).
- Самосознание: сборник статей. — Нью-Йорк: Хроника, 1976 (один из составителей и авторов).
- Противостояние духа. — London: Overseas Publications Interchange, 1977.
- Мысль и действие: Философия истории. Эстетика. Критика. Публицистика. Воспоминания. Письма. — Москва: РГГУ, 2000.

### На английском языке
- The challenge of the spirit. — New York: Knopf, 1978.
- The Political, social, and religious thought of Russian samizdat: an anthology/ Ed. by Michael Meerson-Aksenov, Boris Shragin. — Belmont: Nordland Pub. Co., 1977.